# Ивановская церковь (Прилуки)
Ивановская церковь, Церковь Иоанна Предтечи — православный храм и памятник архитектуры местного значения в Прилуках.

## История
Решением исполкома Черниговского областного совета народных депутатов от 26.06.1989 № 130 присвоен статус памятник архитектуры местного значения с охранным № 72-Чг под названием Ивановская церковь. Установлена информационная доска «Ивановская церковь 19 век».

## Описание
В период 1708-1709 годы на средства полковника Дмитрия Горленко была построена деревянная Иоанно-Дмитриевская церковь. В 1780 году на его месте была возведена новая церковь, был разобран в середине 19 века и на его месте построена небольшая часовня.
Ивановская церковь (Иоанна Предтечи) — пример русского стиля епархиального варианта: периода, когда создавались типовые приходские церкви. Церковь Иоанна Предтечи построена в 1865 году в Квашинцах — на углу современных Киевской и Ивановской улиц. 28 августа 1865 года храм был освящён. В 1893 году во дворе церкви со стороны улицы построена часовня, посвящённая семье императора Александра ІІІ («в память чудесного избавления 17.10.1887» во время аварии поезда). В 1910 году была построена крытая галерея, соединившая храм с отдельно стоящей колокольней.
Каменная, пятиглавая, крестовая в плане церковь, удлинённая по оси запад—восток. К центральному кубическому объёму (нефу) примыкает 3 рамена (крыла) — прямоугольных в плане притвора. Храм увенчан куполом на круглом световом барабане. По углам пространственного креста расположены меньшие по размеру купола на круглых глухих барабанах. Западнее через крытую галерею примыкает трёхъярусная колокольня — четверик, несущий четверик на четверике, увенчанный гранёным шатром с глухим фонариком и главкой. Фасады притворов храма, первый и третий ярусы колокольни завершаются треугольными фронтонами. Верхний ярус колокольни со срезанными углами, украшенными спаренными колоннами. Фасад храма украшен пилястрами, нишами, над окнами — фронтонами.
В феврале 1930 года храм был закрыт, кресты и звоны с храма и колокольни были сняты. Здесь размещались склады 224-го стрелкового полка, дислоцированного в Прилуках, после — рукавичная фабрика, а с 1964 года — склад городского управления торговли.
В 1993 году полуразрушенный храм был передан религиозной общине. В период 1996-2001 годы были проведены ремонтно-реставрационные работы. 22 января 2001 года храм был повторно освящён. Возобновились богослужения.